# 黑粉菌亚门
黑粉菌亚门（学名：Ustilaginomycotina）是真菌担子菌门下的一个亚门。该亚门下含黑粉菌纲和外担菌纲，2014年它被重新分类，添加了根肿黑粉菌纲和马拉色菌目。这个亚门是多维尔德2001年首次发表提出德。黑粉菌亚门与傘菌亞門被看作是姊妹亚门，而两者又是柄锈菌亚门的姊妹亚门。
黑粉菌亚门有115个属和1700多个种。大多数种是维管植物的寄生菌，因此这个亚门的内部分类也主要以被宿主来分。由于黑粉菌亚门的真菌产生冬孢子它们也被称为真黑穗病真菌。黑穗病这个名称还依然被使用，它描述黑粉菌亚门真菌的生命周期和组织，但是它不是生物分类学的用词。黑粉菌和腥黑粉菌属的物种是被研究得最彻底和最仔细的植物寄生真菌。黑粉菌亚门有重大的经济作用。

## 形态学
黑粉菌亚门是一个形态非常多样的亚门。它的菌种有两个状态：变形体酵母状态和有形纤维黑穗病状态。在不同的生命周期里这两个状态有可能在形态上非常不同。

### 定义特征
黑粉菌亚门菌种有一些亚显微结构形态被用来定义这个亚门，有些这些形态也被用来作为内部纲的分类的特征。
细胞间互动：细胞间互动指的是菌丝与寄主植物细胞之间的互动。这些互动区域可以用来作为区分黑粉菌亚门不同纲的亚显微结构特征。与寄主互动的部位范围小的菌类被纳入外担菌纲，而互动部位大范围的菌类被纳入黑粉菌纲。
细胞结构：黑粉菌亚门的菌种拥有特别的细胞壁，它们主要由葡萄糖组成，缺乏木糖。这个特征是黑粉菌亚门与傘菌亞門和柄锈菌亚门的区别特征。
桶孔；桶孔的结构是与担子菌门下各亚门分类的重要特征。与柄锈菌亚门的区别在于黑粉菌亚门的桶孔有一膜盖，或者它们完全没有桶孔。与傘菌亞門的区别在于黑粉菌亚门的隔孔没有桶孔隔膜或桶孔覆墊。
5S rRNA：1985年戈特沙尔克和布兰茨发现担子菌门的5s核糖体核糖核酸可以分两种不同的结构。这两种结构被称为5s rRNA的A型和B型亚结构。这个区别是用来区分各亚门的工具之一。黑粉菌亚和傘菌亞門都拥有B型亚结构，而柄锈菌亚门则拥有A型亚结构。

## 分类

### 历史分类
1847年图拉司恩和图拉司恩把所谓的黑穗病真菌分两个类：黑粉菌类和黑麦粉菌类。传统的擔子形态特征被用来确定黑穗病真菌，但是通过对亚显微结构的研究这个分类方法被取缔。
使用电子显微镜鲍尔等于1997年发现黑穗病真菌分两类，即微球黑粉菌目（现被移到柄锈菌亚门）和黑粉菌亚门。在黑粉菌亚门内他们确定了三个纲：内根菌纲、黑粉菌纲和外担子菌纲。

### 现代分类
黑粉菌亚门里既有变形体的酵母也有有形纤维黑穗病。这两个状态的形态可能非常不同，往往很难把它们两者联系到一起看作一个物种。这导致同一物种获得不同的名称。通过形态学特征和分子数据黑粉菌亚门的菌种被重新分类，许多物种根据“一个真菌一个名称”的原则被重新命名。
通过对亚显微形态结构如与寄主的互动、桶孔和分子序列的分析新的分类被建议。根据这个新分类方法黑粉菌亚门被分成三个纲黑粉菌纲、外担菌纲和内根菌纲。但是内根菌纲是否是黑粉菌亚门被质疑。今天它在担子菌门的地位未定。
2014年新的多重基因序列分析显示黑粉菌亚门还有两个新的纲组成两个独立的分支：马拉色菌纲和念珠菌纲。
- 根肿黑粉菌纲（Entorrhizomycetes）
  - 根肿黑粉菌目（Entorrhizales）
- 黑粉菌纲（Ustilaginomycetes）
  - 条黑粉菌目（Urocystales）
  - 黑粉菌目（Ustilaginales）
- 外担菌纲（Exobasidiomycetes）
  - 实球黑粉菌目（Doassansiales）
  - 叶黑粉菌目（Entylomatales）
  - 外担菌目（Exobasidiales）
  - Georgefischeriales
  - Microstromatales
  - 腥黑粉菌目（Tilletiales）
- 地位未定
  - 马拉色菌目（Malasseziales）

## 生态学

### 分布
黑粉菌亚门的菌种是植物寄生菌种，它们只寄生于维管植物上，其中主要寄主是被子植物和單子葉植物。这些植物分布在热带、温带和寒带地区。大多数菌种对寄主很专一，它们与被子植物的不同种类共同演化。研究显示一些单系群的黑粉菌亚门菌种仅寄生在一些单系群的被子植物中为共同演化的猜测提供证据。但是并非所有黑粉菌亚门菌种都对寄主专一，有些寄生在大量不同的寄主中，有些也从一个寄主转移或扩展到其它维管植物上，而且也不仅仅是被子植物中的單子葉植物被寄生。

### 在生态环境中的作用
黑粉菌亚门的菌种中有许多植物病原，有些菌种寄生在小麦、大麦、玉米等重要经济作物中。有些菌种仅导致小量损失，有些导致的损失非常大，被感染的作物必须被隔绝。在世界一些地区一些黑粉菌造成的瘿被当作美食。马拉色菌也会在人的皮肤中导致损坏。

## 生命周期

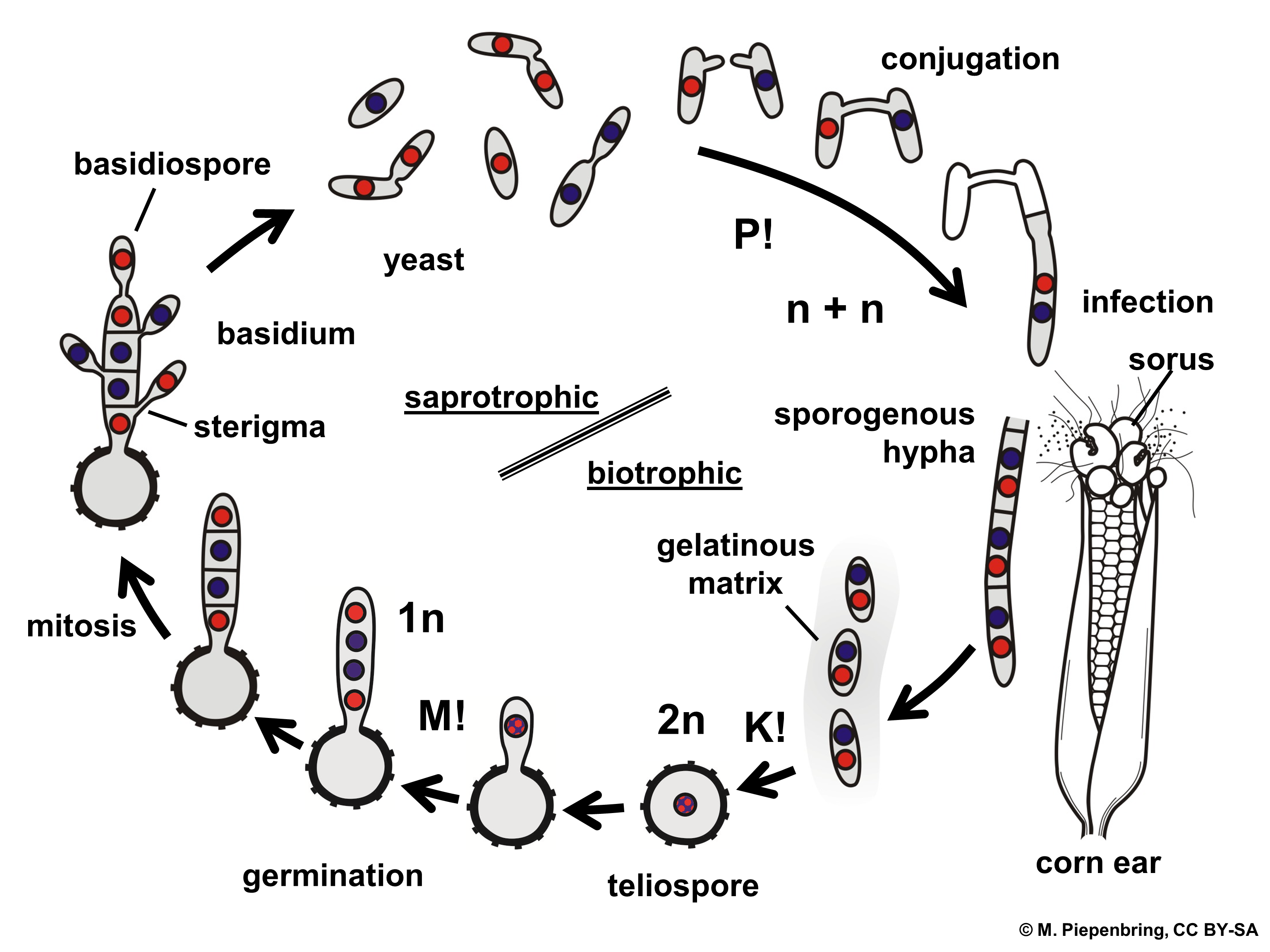
玉米黑粉菌的生命周期

黑粉菌亚门菌种的生命周期双态性，它由两个不同的阶段组成。一个是腐生单倍体阶段，另一个是寄生双核体阶段。通过产生单倍体酵母腐生阶段开始，单倍体酵母与其它孢子合并，开始生产菌丝并感染寄主。感染开始时真菌中的一种特殊细胞生产一种叫做附著器的结构，这个结构专门用来穿透寄主的表皮。在寄主体内真菌开始生产菌丝和另一种名为吸器的特殊结构。这个结构从植物体内吸取营养，是一个寄生特征。几乎所有黑粉菌亚门菌种都在寄主内产生孢子，这些孢子都有非常厚的皮，它们与其它菌体分离，被称为冬孢子。冬孢子是这些真菌最显眼的部分，它们也是黑穗病的体现。冬孢子是专门的休眠孢子，它们能够在它们的寄主外生存。冬孢子被从寄主释放出来，它们会产生二倍体真菌细胞，整个生命周期重新开始。
在大自然里采取的黑粉菌亚门菌种一般都处于类似酵母的阶段。